# Commandes net
Pour les articles homonymes, voir NET.
Net (pour network en anglais traduite par réseau dans notre langue) est un utilitaire en ligne de commande qui fait appel à une suite d'instructions qui permettent d'administrer les réseaux et les serveurs. Ces instructions sont interprétés par le programme net.exe.

## Liste des commandes net
- net accounts
- net computer
- net config
- net continue
- net file
- net group
- net help
- net helpmsg
- net localgroup
- net name
- net pause
- net print
- net send
- net session
- net share
- net start
- net statistics
- net stop
- net time
- net use
- net user
- net view